# Persone di nome Graziano
| Questa pagina contiene informazioni ricavate automaticamente dalle voci biografiche con l'ausilio del template Bio e di un bot. L'aggiornamento è periodico e automatico e ricostruisce completamente la pagina. Se manca una persona in questa lista, sei pregato di non aggiungerla, ma accertati piuttosto che la sua voce biografica contenga il template Bio e che i dati anagrafici siano correttamente compilati. Se il template Bio manca, inseriscilo tu stesso o, in alternativa, metti l'avviso {{tmp\|Bio}} che ne segnala la mancanza. Se i dati riportati sono sbagliati, correggi direttamente la voce biografica; le modifiche saranno visibili in questa lista entro pochi giorni. Per chiarimenti vedi il progetto antroponimi. La lista contiene solo le 58 persone che sono citate nell'enciclopedia e per le quali è stato implementato correttamente il template Bio. Pagina aggiornata al 22 giu 2025. |

Questa è una lista di persone presenti nell'enciclopedia che hanno il nome Graziano, suddivise per attività principale.

## Allenatori di calcio(2)
- Graziano Landoni, allenatore di calcio e ex calciatore italiano (Legnano, n. 1939)
- Graziano Vinti, allenatore di calcio e ex calciatore italiano (Perugia, n. 1963)

## Archivisti(1)
- Graziano Concioni, archivista e storico italiano (Lucca, n. 1939 - Lucca, † 2017)

## Artisti(1)
- Graziano Origa, artista, giornalista e illustratore italiano (Dolianova, n. 1952 - Quartu Sant'Elena, † 2023)

## Astronomi(1)
- Graziano Ventre, astronomo italiano (n. 1954)

## Attori(2)
- Graziano Giusti, attore italiano (Casette d'Ete, n. 1924 - Sant'Elpidio a Mare, † 2001)
- Graziano Piazza, attore, regista teatrale e scultore italiano (Domodossola, n. 1964)

## Calciatori(7)
- Graziano Bini, ex calciatore, allenatore di calcio e dirigente sportivo italiano (San Daniele Po, n. 1955)
- Graziano De Luca, ex calciatore italiano (Orvieto, n. 1952)
- Graziano Gori, ex calciatore italiano (Pontedera, n. 1954)
- Graziano Mannari, ex calciatore italiano (Livorno, n. 1969)
- Graziano Mazzoni, ex calciatore italiano (Prato, n. 1957)
- Graziano Pellè, ex calciatore italiano (San Cesario di Lecce, n. 1985)
- Graziano Piagnerelli, ex calciatore italiano (Haine-Saint-Paul, n. 1957)

## Cantanti(2)
- Graziano Facchini, cantante e compositore italiano (Bolzano, n. 1968)
- Graziano Galatone, cantante e attore teatrale italiano (Palagianello, n. 1973)

## Cantautori(1)
- Graziano Romani, cantautore italiano (Casalgrande, n. 1959)

## Cardinali(1)
- Graziano da Pisa, cardinale italiano (Pisa - Roma, † 1205)

## Cavalieri(1)
- Graziano Mancinelli, cavaliere italiano (Milano, n. 1937 - Concesio, † 1992)

## Cestisti(2)
- Graziano Cavazzon, ex cestista italiano (Trieste, n. 1970)
- Graziano Malachin, ex cestista italiano (Padova, n. 1953)

## Ciclisti su strada(2)
- Graziano Battistini, ciclista su strada italiano (Fosdinovo, n. 1936 - Arcola, † 1994)
- Graziano Gasparre, ex ciclista su strada italiano (Codogno, n. 1978)

## Comici(1)
- Graziano Salvadori, comico, cabarettista e regista italiano (Fucecchio, n. 1964)

## Criminali(1)
- Graziano Mesina, criminale italiano (Orgosolo, n. 1942 - Milano, † 2025)

## Dirigenti sportivi(1)
- Graziano Cesari, dirigente sportivo e ex arbitro di calcio italiano (Parma, n. 1956)

## Disc jockey(1)
- Pizza, disc jockey e conduttore radiofonico italiano (Sava, n. 1961)

## Doppiatori(1)
- Graziano Galoforo, doppiatore, direttore del doppiaggio e dialoghista italiano (Gaeta, n. 1957)

## Filologi(1)
- Graziano Arrighetti, filologo classico, grecista e traduttore italiano (Firenze, n. 1928 - Pisa, † 2017)

## Fotografi(1)
- Graziano Arici, fotografo italiano (Venezia, n. 1949)

## Fumettisti(1)
- Graziano e Claudio Cicogna, fumettista italiano (Milano, n. 1936 - † 1994)

## Generali(3)
- Graziano, generale romano († 407)
- Graziano il Vecchio, generale romano
- Graziano Paleologo, generale bizantino

## Giocatori di calcio a 5(1)
- Graziano Gioia, ex giocatore di calcio a 5 italiano (Roma, n. 1977)

## Giornalisti(1)
- Graziano Motta, giornalista, scrittore e critico musicale italiano (Aci Sant'Antonio, n. 1929)

## Giuristi(1)
- Graziano, giurista italiano (Etruria centrale - Bologna)

## Imprenditori(1)
- Graziano Appiani, imprenditore e politico italiano (Milano, n. 1850 - Treviso, † 1920)

## Marciatori(1)
- Graziano Morotti, ex marciatore italiano (Villa di Serio, n. 1951)

## Musicisti(1)
- Charlie Rapino, musicista e produttore discografico italiano (Parma, n. 1960)

## Partigiani(1)
- Graziano Verzotto, partigiano, dirigente d'azienda e politico italiano (Santa Giustina in Colle, n. 1923 - Padova, † 2010)

## Piloti motociclistici(1)
- Graziano Rossi, pilota motociclistico italiano (Pesaro, n. 1954)

## Pittori(1)
- Graziano Marini, pittore italiano (Todi, n. 1957)

## Politici(11)
- Graziano Ciocia, politico italiano (Tirana, n. 1942)
- Graziano Cioni, politico italiano (Empoli, n. 1946)
- Graziano Delrio, politico italiano (Reggio Emilia, n. 1960)
- Graziano Girardi, politico italiano (Farra di Soligo, n. 1940)
- Graziano Maffioli, politico italiano (Casale Litta, n. 1952)
- Graziano Mazzarello, politico italiano (Genova, n. 1950)
- Graziano Milia, politico italiano (Nuoro, n. 1959)
- Graziano Musella, politico italiano (Milano, n. 1952)
- Graziano Pattuzzi, politico italiano (Pavullo nel Frignano, n. 1955)
- Graziano Pizzimenti, politico italiano (Udine, n. 1961)
- Graziano Tubi, politico e imprenditore italiano (Milano, n. 1825 - Lecco, † 1904)

## Procuratori sportivi(1)
- Graziano Battistini, procuratore sportivo e ex calciatore italiano (Monza, n. 1970)

## Registi(1)
- Graziano Diana, regista e sceneggiatore italiano (Livorno, n. 1959)

## Scialpinisti(1)
- Graziano Boscacci, scialpinista italiano (Albosaggia, n. 1969)

## Vescovi(1)
- Graziano, vescovo italiano (Novara)